# 4748 Tokiwagozen
4748 Tokiwagozen este un asteroid din centura principală, descoperit pe 20 noiembrie 1989 de Kenzō Suzuki și Takeshi Urata.